# Monomorium ilium
Monomorium ilium är en myrart som beskrevs av Auguste-Henri Forel 1907. Monomorium ilium ingår i släktet Monomorium och familjen myror.

## Underarter
Arten delas in i följande underarter:
- M. i. ilium
- M. i. lamingtonense